# KK Большой Медведицы
KK Большой Медведицы (лат. KK Ursae Majoris) — одиночная переменная звезда в созвездии Большой Медведицы на расстоянии (вычисленном из значения параллакса) приблизительно 12322 световых лет (около 3778 парсеков) от Солнца. Видимая звёздная величина звезды — от более +15m до +12,6m.

## Характеристики
KK Большой Медведицы — красная пульсирующая переменная звезда, мирида (M) спектрального класса M5/6.